# La Dame fantôme
Pour plus de détails, voir Fiche technique et Distribution.
La Dame fantôme est un court-métrage muet de Georges Méliès, réalisé en 1904.

## Fiche technique
- Réalisateur et auteur : Georges Méliès
- Société de production : Star Film
- Pays de production :  France
- Format : muet - noir et blanc - 1,33:1 - 35 mm
- Genre : fantastique
- Durée : inconnue
- Année de sortie :
  - France : 1904